# British Home Championship 1903/04
Die British Home Championship 1903/04 war die 21. Auflage des im Round-Robin-System ausgetragenen Fußballwettbewerbs zwischen den vier britischen Nationalmannschaften von England, Irland (ab 1950/51 Nordirland), Schottland und Wales.
| Pl. | Nationalmannschaft | Sp. | S | U | N | Tore    | Punkte |
| --- | ------------------ | --- | - | - | - | ------- | ------ |
| 1.  | England            | 3   | 2 | 1 | 0 | 006:300 | 05:10  |
| 2.  | Irland             | 3   | 1 | 1 | 1 | 003:400 | 03:30  |
| 3.  | Wales              | 3   | 0 | 2 | 1 | 003:400 | 02:40  |
| 4.  | Schottland         | 3   | 0 | 2 | 1 | 002:300 | 02:40  |

|                                                 |   |            |           |
| 29. Februar 1904 in Wrexham (Racecourse Ground) |   |            |           |
| Wales                                           | – | England    | 2:2 (1:0) |
| 12. März 1904 in Dundee (Dens Park)             |   |            |           |
| Schottland                                      | – | Wales      | 1:1 (1:0) |
| 12. März 1904 in Belfast (Solitude)             |   |            |           |
| Irland                                          | – | England    | 1:3 (0:2) |
| 21. März 1904 in Bangor (Penrhyn Park)          |   |            |           |
| Wales                                           | – | Irland     | 0:1 (0:0) |
| 26. März 1904 in Dublin (Dalymount Park)        |   |            |           |
| Irland                                          | – | Schottland | 1:1 (0:1) |
| 9. April 1904 in Glasgow (Celtic Park)          |   |            |           |
| Schottland                                      | – | England    | 0:1 (0:0) |